# Pituophis deppei
Pituophis deppei är en ormart som beskrevs av Duméril 1853. Pituophis deppei ingår i släktet Pituophis och familjen snokar. IUCN kategoriserar arten globalt som livskraftig.
Arten förekommer i nästan hela Mexiko. Honor lägger ägg.

## Underarter
Arten delas in i följande underarter:
- P. d. deppei
- P. d. jani